# Avatcha
L’Avatcha, en russe : Авача, est un fleuve côtier du sud-ouest de la péninsule du Kamtchatka, en Russie. Issu des monts Ganalski et coulant vers le sud-est jusqu'à la rade de Petropavlovsk-Kamtchatski, dite baie d'Avatcha, sur l'océan Pacifique.
Avatcha signifie « étranger » (c’est-à-dire « russe ») en itelmène, langue des anciens autochtones peuplant la région.

## Géographie
L'Avatcha est long de 122 km et draine un bassin de 5 090 km2.